# Yamaha YS 125

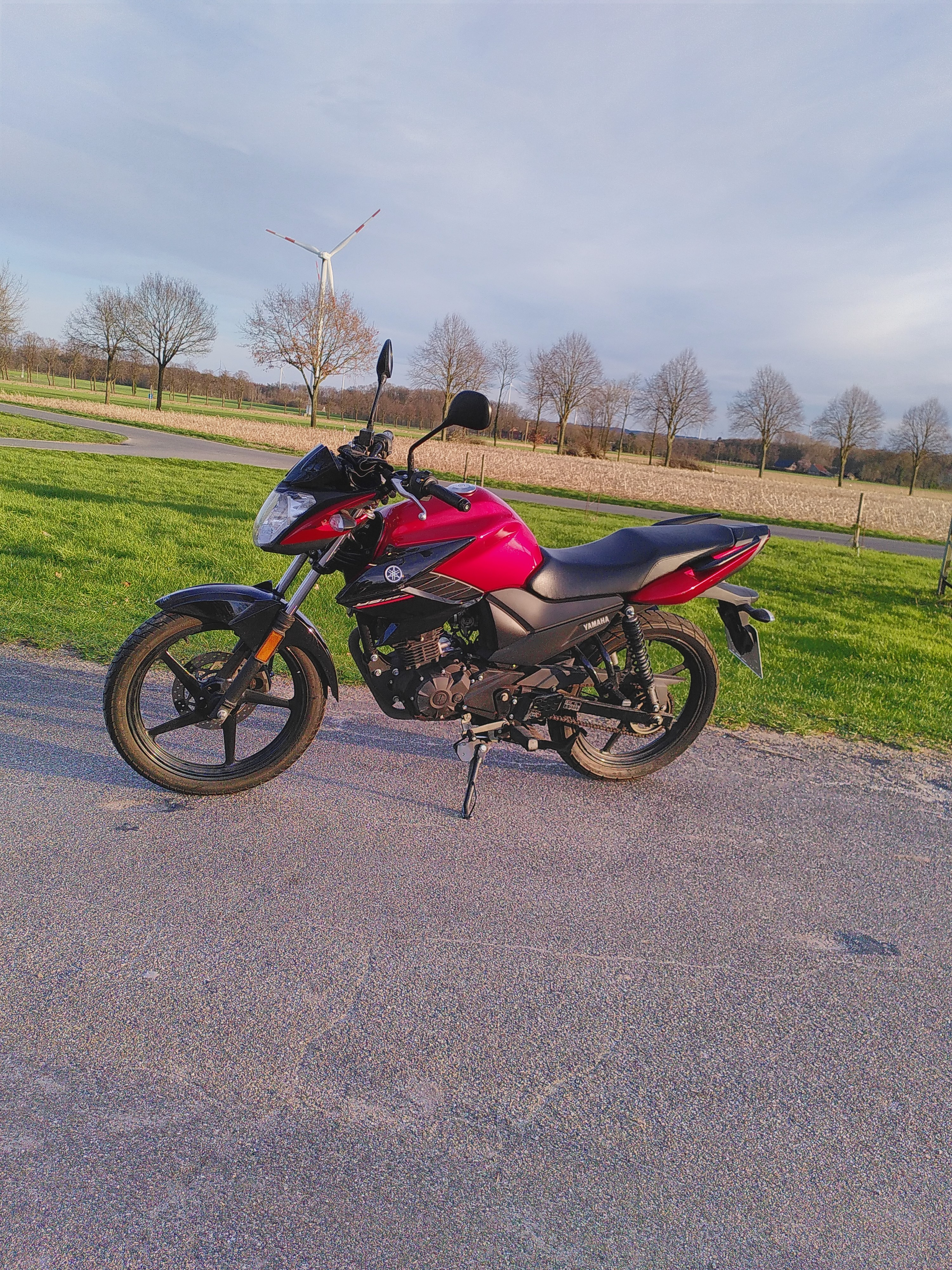
Yamaha YS 125

Die Yamaha YS 125 ist ein Euro 4 taugliches Leichtkraftrad des japanischen Motorradherstellers Yamaha.
Die YS 125 löste 2017 fast weltweit die YBR 125 ab. Ihr Motor wurde neu entwickelt. Anstelle von ABS hat sie ein Verbundbremssystem (Unified Braking System, UBS), bei dem der Fußhebel auch auf die vordere Bremsscheibe wirkt, womit die Euro 4-Zulassungsanforderungen erfüllt waren.
Der Motor ist luftgekühlt, und auch dadurch zeichnet sich die YS 125 durch Wartungsfreundlichkeit, einen geringen Verbrauch mit hoher Reichweite und ein vielseitiges Einsatzspektrum aus. Die Instrumente enthielten eine Ganganzeige und eine sogenannte Öko-Anzeige, die sparsames Fahren unterstützen sollte.
Auf Wunsch gab es ein Sport-Windschild, Heckgepäckträger und ein 30 Liter fassendes Topcase. Bei der Einführung waren die Farben Power Red, Competition White und Midnight Black erhältlich. Der Preis lag im April 2018 knapp unter 2.800 Euro.

## Motor
Der Motor mit Ausgleichswelle zur Verminderung von Vibrationen hat eine obenliegende Nockenwelle (SOHC). Sie bewegt die gehärteten Ventile. Der Zylinderhub von 57,9 mm soll einen niedrigen Kraftstoffverbrauch mit geringem Schadstoffausstoß bewirken.

## Technische Daten
| Motor                           |                                                                     |
| Bauart                          | luftgekühlter Einzylinder-4-Takt-Motor, OHC, 2 Ventile, Katalysator |
| Gemischbildung                  | elektronische Benzineinspritzung                                    |
| Verdichtung                     | 10:1                                                                |
| Bohrung × Hub                   | 52,4 × 57,9 mm                                                      |
| Hubraum                         | 124,86 cm³                                                          |
| Nennleistung                    | 7,8 kW (10,6 PS) bei 7500/min                                       |
| Max. Drehmoment                 | 10,8 Nm bei 6000/min                                                |
| Starter                         | Elektro                                                             |
| Kupplung                        | Mehrscheiben-Ölbadkupplung                                          |
| Getriebe                        | 5-Gang-Schaltgetriebe                                               |
| Sekundärantrieb                 | Kette                                                               |
| Chassis und Fahrwerk            |                                                                     |
| Rahmen                          | Einschleifen-Rohrrahmen aus Stahl                                   |
| Federung vorn                   | Teleskopgabel, 120 mm Federweg                                      |
| Federung hinten                 | Zweiarmschwinge, zwei Federbeine, 112 mm Federweg                   |
| Bremse vorn                     | Scheibenbremse Ø 245 mm                                             |
| Bremse hinten                   | Trommelbremse Ø 130 mm                                              |
| Reifen vorn                     | 2.75-18 42P auf Aluminium-Gussrad                                   |
| Reifen hinten                   | 100/80-18-59P auf Aluminium-Gussrad                                 |
| Maße und Gewichte               |                                                                     |
| Länge                           | 2.005 mm                                                            |
| Breite                          | 735 mm                                                              |
| Höhe                            | 1.050 mm                                                            |
| Sitzhöhe                        | 795 mm                                                              |
| Radstand                        | 1.320 mm                                                            |
| Bodenfreiheit                   | 150 mm                                                              |
| Gewicht fahrfertig, vollgetankt | 129 kg                                                              |
| Tankinhalt                      | 14 Liter                                                            |
| Fahrleistungen und Verbrauch    |                                                                     |
| Verbrauch                       | ca. 2,4 Liter/100 km                                                |
| Höchstgeschwindigkeit           | 97 km/h                                                             |

Quelle: Yamaha Motor Company